# Neckarbischofsheim
Neckarbischofsheim è un comune tedesco di 4 004 abitanti, situato nel land del Baden-Württemberg.